# Juan Orrego-Salas
Juan Antonio Orrego-Salas (ur. 18 stycznia 1919 w Santiago, zm. 24 listopada 2019 w Bloomington w stanie Indiana) – chilijski kompozytor.

## Życiorys
Ukończył studia humanistyczne w Liceo Aléman. W latach 1936–1943 studiował w Conservatorio Nacional de Música w Santiago, gdzie jego nauczycielami byli Pedro Humberto Allende i Domingo Santa Cruz. Uzyskał też dyplom na wydziale architektury Pontificia Universidad Católica de Chile, gdzie w 1938 roku założył uniwersytecki chór. Jako stypendysta Fundacji Rockefellera i Fundacji Pamięci Johna Simona Guggenheima przebywał w latach 1944–1946 w Stanach Zjednoczonych, gdzie studiował u Paula Henry’ego Langa i Georga Herzoga na Columbia University, Randalla Thompsona na Princeton University i Aarona Coplanda w Berkshire Music Center w Tanglewood. Po powrocie do kraju wykładał od 1947 roku na Universidad de Chile. Od 1949 roku był redaktorem „Revista musical chilena”, od 1950 roku pisał też krytyki muzyczne do gazety El Mercurio. W latach 1955–1957 pełnił funkcję dyrektora Instituto de Extensión Musical.
W 1961 roku został profesorem zorganizowanego przez siebie Latin American Music Center przy Indiana University w Bloomington, gdzie w latach 1975–1980 pełnił funkcję dziekana wydziału kompozycji. Działał na rzecz upowszechnienia wiedzy o muzyce Ameryki Łacińskiej, organizując poświęcone jej koncerty i festiwale, a także poprzez utworzenie biblioteki nagrań.
Otrzymał Olga Cohen Prize (1956 i 1958). Od 1971 roku był członkiem korespondentem Academia de Artes Chilena. W 1992 roku otrzymał chilijską Premio Nacional de Arte.

## Twórczość
Początkowo tworzył w stylu neoklasycznym, nawiązując do twórczości Manuela de Falli i Paula Hindemitha. Kompozycje z tego okresu odznaczają się lirycznością i politonalnością. W późniejszym okresie zwrócił się w stronę minimalizmu, stosując repetycję fraz melodycznych z ich stopniowym wydłużaniem. Sięgał też po elementy atonalności.

## Wybrane kompozycje
(na podstawie materiałów źródłowych)

### Utwory orkiestrowe
- Escenas de cortes y pastores (1946)
- Obertura festiva (1948)
- 6 symfonii (I 1949, II „to the memory of a wanderer” 1954, III 1961, IV „of the distant answer” 1966, V 1995, VI „semper reditus” 1996)
- 2 koncerty fortepianowe (I 1950, II 1955)
- Concierto de cámara (1952)
- Serenata concertante (1954)
- Jubilaeus musicus (1956)
- Psalms na orkiestrę dętą (1962)
- Concerto a tre na skrzypce, wiolonczelę, fortepian i orkiestrę (1962)
- Koncert na orkiestrę dętą (1964)
- Quattro liriche brevi na saksofon i orkiestrę kameralną (1967)
- Volte na orkiestrę kameralną (1971)
- Variaciones serenas na orkiestrę smyczkową (1971)
- Koncert na obój i orkiestrę smyczkową (1980)
- Koncert skrzypcowy (1983)
- Riley’s Merriment (1986)
- Fantasia na fortepian i orkiestrę dętą (1986)
- Koncert wiolonczelowy (1992)
- Introduction and Allegro Concertante na fortepian na 4 ręce i orkiestrę kameralną (1999)

### Utwory kameralne
- Sonata skrzypcowa (1945)
- Sonata a duo na skrzypce i altówkę (1945)
- Sonata na bandoneon (1952)
- Sekstet na klarnet, kwartet smyczkowy i fortepian (1953)
- Duos concertines „In memoriam Hans Kindler” na wiolonczelę i fortepian (1955)
- Pastorale y scherzo na skrzypce i fortepian (1956)
- 2 divertimenta na flet, obój i fagot (1956)
- 2 kwartety smyczkowe (I 1957, II 1995)
- Concertino na kwartet dęty blaszany (1963)
- Sonata a quattro (Edgewood Sonata) na flet, obój, klawesyn i kontrabas (1964)
- 2 tria na skrzypce, wiolonczelę i fortepian (I 1966, II 1977)
- Quattro liriche brevi na saksofon altowy i fortepian (1967)
- Mobili na altówkę i fortepian (1967)
- A Greeting Cadenza na altówkę (1970)
- Esquinas na gitarę (1971)
- Serenata na flet i wiolonczelę (1972)
- Sonata de estió na flet i fortepian (1972)
- Presencias na flet, obój, klarnet, klawesyn, skrzypce, altówkę i wiolonczelę (1972)
- De Profundis na tubę i kwartet wiolonczelowy (1979)
- Variations for a Quiet Man na klarnet i fortepian (1980)
- Tangos na 11 wykonawców (1982)
- Balada na wiolonczelę i fortepian (1983)
- Glosas na skrzypce i gitarę (1984)
- Variations on a Chant na harfę (1984)
- Gyrocantus na flet, klarnet, perkusję, klawesyn lub czelestę, skrzypce i wiolonczelę (1987)
- Midsummer Diversions na wiolonczelę i tubę (1987)
- Partita na saksofon altowy i trio fortepianowe (1988)
- 3 Fanfares na kwintet dęty blaszany (1994)
- Encuentros na fortepian i kwartet smyczkowy (1997)
- Espacios na wiolonczelę i fortepian (1998)

### Utwory fortepianowe
- 2 suity (I 1946, II 1951)
- Variaciones y fuga sobre el tema de un pregón (1946)
- Diez piecas simples (1951)
- Canción y danza (1951)
- Rústica (1952)
- Sonata (1967)
- Dialogues in Waltz na fortepian na 4 ręce (1984)
- Rondo-Fantasia (1984)
- Cantango na 2 fortepiany (1999)

### Utwory na chór a cappella
- Villancico (1942)
- Romance a lo divino (1942)
- Let Down the Bars, Oh Death (1945)
- Romances pastorales (1945)
- Romance a la muerte del Señor Don Gato (1946)
- Cánones y rondas (1946)
- Cánticos de Navidad (1948)
- Tres madrigales (1967)
- Saludo (1988)

### Utwory wokalno-instrumentalne
- Canciones en tres movimientos na sopran i kwartet smyczkowy (1945)
- Cantata de Navidad ma sopran i orkiestrę (1946)
- Canciones castellanas na sopran i 8 instrumentów (1948)
- Cantos de Advenimiento na głosy żeńskie, wiolonczelę i fortepian (1948)
- El Alba del Alhelí na sopran i fortepian (1950)
- Garden Songs na sopran, flet, altówkę i harfę (1959)
- Alabanzas a la Virgen na głos i fortepian (1959)
- Alboradas na chór żeński, harfę, fortepian, kotły i perkusję (1965)
- América, no en vano invocamos tu nombre na sopran, baryton, chór męski i orkiestrę (1966)
- Missa „in tempore discordiae” na tenora, chór i orkiestrę (1969)
- Palabras de Don Quijote na baryton i orkiestrę kameralną (1970)
- The Days of God na sopran, alt, tenora, baryton, chór i orkiestrę (1976)
- Psalms na baryton i fortepian (1977)
- Un Canto a Bolivár na głosy męskie i zespół instrumentów ludowych (1981)
- Canciones en el estilo popular na głos i gitarę (1981)
- Bolivár na recytatora, chór i orkiestrę (1982)
- Yo digo lo que no digo na głosy i instrumenty popowe (1983)
- Biografía Mínima de Salvador Allende na głosy, gitarę, trąbkę i perkusję (1983)
- Cinco canciones a seis na mezzosopran, 2 skrzypiec, klarnet, wiolonczelę i fortepian (1984)
- Ash Wednesday na mezzosopran i orkiestrę smyczkową (1984)
- Cancion de Cuna na głos i fortepian (1991)
- La Ciudad Celeste na baryton, chór i orkiestrę (1992)
- Canto a la Cordillera na chór i orkiestrę (1998)

### Balety
- Juventud (1948)
- Umbral del sueño (1951)
- The Tumbler’s Prayer (1960)

### Opery
- opera-oratorium El Retablo del rey pobre (1948–1950, wyst. Bloomington 1950)
- Windows (1987–1990)